# والاس رايس
والاس رايس هو كاتب كندي، ولد في 10 نوفمبر 1859 في هاميلتون في كندا، وتوفي في 15 ديسمبر 1939 في شيكاغو في الولايات المتحدة.